# 括约肌
括约肌（英語：Sphincter）是人或一些动物身上的一种肌肉类型。这种类型的肌肉分布在管腔壁，當收缩的时候管腔就会被关闭，當放松的时候管腔就会开放。人的虹膜（虹膜括約肌）、肛门、尿道、膀胱、迴腸末端與盲腸的交界處还有胃部的贲门和幽门都有括约肌。